# Angola aux Jeux olympiques d'été de 1980
L'équipe olympique d'Angola participe aux Jeux olympiques d'été de 1980 à Moscou.
C'est la première participation du pays aux Jeux olympiques dans un contexte de boycott à la suite de l'invasion de l'Afghanistan par l'Union soviétique. Alors république marxiste-léniniste indépendante depuis 1975, le pays ne suit pas ce boycott mais suivra le boycott des Jeux de Los Angeles 1984
Lors de ces jeux, aucun athlète ne remporte de médaille, tous éliminés dès le premier tour.

## Athlétisme
| Athlète         | Épreuve  | 1er tour | 1er tour | Quart-de-finale | Quart-de-finale | Demi-finale | Demi-finale | Finale  | Finale  |
| Athlète         | Épreuve  | Temps    | Rang     | Temps           | Rang            | Temps       | Rang        | Temps   | Rang    |
| --------------- | -------- | -------- | -------- | --------------- | --------------- | ----------- | ----------- | ------- | ------- |
| Ilídio Coelho   | 100 m    | 11.42    | 7e       | Éliminé         | Éliminé         | Éliminé     | Éliminé     | Éliminé | Éliminé |
| Rubén Inácio    | 200 m    | 22.52    | 6e       | Éliminé         | Éliminé         | Éliminé     | Éliminé     | Éliminé | Éliminé |
| Bernardo Manuel | 5 000 m  | 14:51.4  | 11e      | NC              | NC              | Éliminé     | Éliminé     | Éliminé | Éliminé |
| Bernardo Manuel | 10 000 m | DNS      | DNS      | NC              | NC              | NC          | NC          | Éliminé | Éliminé |

## Boxe
| Athlète               | Compétition     | 1er tour                | 2e tour             | 3e tour             | Quarts de finale    | Demi-finales        | Finale              |         |
| Athlète               | Compétition     | Adversaire Résultat     | Adversaire Résultat | Adversaire Résultat | Adversaire Résultat | Adversaire Résultat | Adversaire Résultat |         |
| --------------------- | --------------- | ----------------------- | ------------------- | ------------------- | ------------------- | ------------------- | ------------------- | ------- |
| João Luis de Almeida  | Coqs (-54 kg)   | BYE                     | Raymond Gilbody 0-5 | Éliminé             | Éliminé             | Éliminé             | Éliminé             | Éliminé |
| Abílio Cabral         | Plumes (-57 kg) | BYE                     | Fitzroy Brown 0-5   | Éliminé             | Éliminé             | Éliminé             | Éliminé             | Éliminé |
| Alberto Mendes Coelho | Légers (-60 kg) | Galsandorj Batbileg 0-5 | Éliminé             | Éliminé             | Éliminé             | Éliminé             | Éliminé             | Éliminé |

## Natation
| Athlète        | Épreuve     | Séries        | Séries | Demi-finales | Demi-finales | Finale   | Finale   |
| Athlète        | Épreuve     | Temps         | Rang   | Temps        | Rang         | Temps    | Rang     |
| -------------- | ----------- | ------------- | ------ | ------------ | ------------ | -------- | -------- |
| Michele Pessoa | 100 m libre | 1 min 9 s 10  | 27e    | NC           | NC           | Éliminée | Éliminée |
| Michele Pessoa | 100 m dos   | 1 min 26 s 59 | 26e    | NC           | NC           | Éliminée | Éliminée |

| Athlète                                                        | Épreuve           | Séries        | Séries | Demi-finales | Demi-finales | Finale  | Finale  |
| Athlète                                                        | Épreuve           | Temps         | Rang   | Temps        | Rang         | Temps   | Rang    |
| -------------------------------------------------------------- | ----------------- | ------------- | ------ | ------------ | ------------ | ------- | ------- |
| Marcos Daniel                                                  | 100 m papillon    | 1 min 7 s 46  | 33e    | Éliminé      | Éliminé      | Éliminé | Éliminé |
| Jorge Lima                                                     | 100 m dos         | 1 min 14 s 33 | 32e    | Éliminé      | Éliminé      | Éliminé | Éliminé |
| Jorge Lima                                                     | 100 m nage libre  | 59 s 39       | 35e    | NC           | NC           | Éliminé | Éliminé |
| Jorge Lima                                                     | 200 m nage libre  | 1 min 7 s 46  | 33e    | NC           | NC           | Éliminé | Éliminé |
| Francisco Lopes Santos                                         | 100 m brasse      | 1 min 18 s 95 | 22e    | NC           | NC           | Éliminé | Éliminé |
| Fernando Lopes Francisco Lopes Santos Marcos Daniel Jorge Lima | 4 x 100 m 4 nages | 4 min 35 s 11 | 11e    | NC           | NC           | Éliminé | Éliminé |